# Daniel Anido
Daniel Anido Díaz (Lugo, 10 de junio de 1960) es un periodista español.

## Trayectoria
Es hijo de padres gallegos, aunque se crio en el País Vasco.
Fue corresponsal en Vizcaya de las agencias OTR Press y Servimedia y colaboró en revistas de información general, como la desaparecida Panorama. También fue además, guionista para la televisión en diversas productoras privadas. Después, se incorporó a la Cadena SER como redactor de los Servicios Informativos de Radio Bilbao en 1987. Posteriormente, fue subdirector de los Servicios Informativos de la Cadena SER en el País Vasco en 1991 y entre marzo de 1993 y mayo de 1995, fue director de los Servicios Informativos de la Cadena SER en País Vasco. 
Entre mayo de 1995 y mayo de 2001, fue subdirector de los Servicios Informativos de la Cadena SER.
Entre junio de 2001 y septiembre de 2002, fue director de Radio Bilbao y director regional de las emisoras de la Cadena SER en País Vasco. Después, en septiembre de 2002, volvió a Madrid y asumió la dirección de los Servicios Informativos de la Cadena SER, sustituyendo en el cargo a Antonio García Ferreras.
En esta etapa su equipo obtuvo dos Premios Ondas Nacionales de Radio, uno por el seguimiento de la crisis del Prestige de 2002 en noviembre de 2003 y otro, por la cobertura informativa de los atentados del 11-M en 2004.
Entre octubre de 2004 y febrero de 2011, fue director de la Cadena SER, sustituyendo a Antonio García Ferreras. 
Bajo su dirección la radio de Prisa afianzó su liderazgo absoluto como emisora de referencia de la radiodifusión española y el EGM siguió revalidando oleada tras oleada, esta posición contundente las 24 horas del día y en todos los programas.
En diciembre de 2009 fue condenado junto a Rodolfo Irago (director de Informativos de la emisora), por difundir un listado de las afiliaciones irregulares del Partido Popular, que también fue publicado en internet. 
Tras recurrir a la Audiencia Provincial de Madrid, fue absuelto en junio de 2010.
En abril de 2010, el Colegio Profesional de Periodistas de Galicia y el Club de Prensa de Ferrol, le concedió el Premio José Couso de Libertad de Prensa "como reconocimiento a su compromiso con el derecho a la libre información"; en marzo de 2010, la Unión de Periodistas Valencianos le concedió el Premio Llibertat d' Expressió 2010, "por su trabajo en defensa de la libertad de información y expresión" y en febrero de 2010, recibió el Primer Premio IX Decreto a la Libertad de expresión de la Asociación de la Prensa de Cádiz, "por su contribución al ejercicio del periodismo y su defensa de la libertad de expresión".
En julio de 2010, muchos le responsabilizaron de ser el causante de la salida de gran parte del equipo de deportes de la Cadena SER, encabezados por Paco González, Pepe Domingo Castaño, Manolo Lama o Juanma Castaño hacia la COPE.
Desde febrero de 2011 a enero de 2013, fue director de Contenidos de Prisa Radio para América. Posteriormente, desde enero de 2013 a junio de 2016, fue director general de Prisa Radio en Estados Unidos y desde junio de 2016 a agosto de 2018 fue director de Radio Hablada de Prisa Radio.
Entre septiembre de 2018 y junio de 2021, volvió a ser director de los Servicios Informativos de la Cadena SER, 14 años después. En esta etapa el equipo de Informativos recibió en noviembre de 2020, el Premio Ondas Nacional de Radio, por la cobertura informativa de la pandemia de COVID-19.